# Heterocarpus intermedius
Heterocarpus intermedius is een garnalensoort uit de familie van de Pandalidae. De wetenschappelijke naam van de soort is voor het eerst geldig gepubliceerd in 1999 door Crosnier.